# Spokane, Portland and Seattle Railway
Le Spokane, Portland and Seattle Railway (sigle de l'AAR : SPS) était une compagnie américaine de chemin de fer de classe I qui fut créée en 1905 comme coentreprise du Great Northern Railway et du Northern Pacific Railway afin de construire une nouvelle ligne entre les états de Washington et de Californie et d'ouvrir une brèche dans le monopole détenu par le Southern Pacific Railroad. En 1910 il racheta l'Oregon Electric Railway. En 1970, il fut loué par le Burlington Northern Railroad (BN) issu de la fusion du Great Northern Railway, du Northern Pacific Railway et du Chicago, Burlington and Quincy Railroad. Le BN le fusionna en 1979.

## Histoire
Il fut créé par James J. Hill en 1905 sous le nom de Portland & Seattle pour longer la rive nord du fleuve Columbia. C'était une filiale du Great Northern (GN) et du Northern Pacific (NP), tous deux contrôlés par James J. Hill. En 1908, il prit le nom de Spokane, Portland & Seattle Railway. 

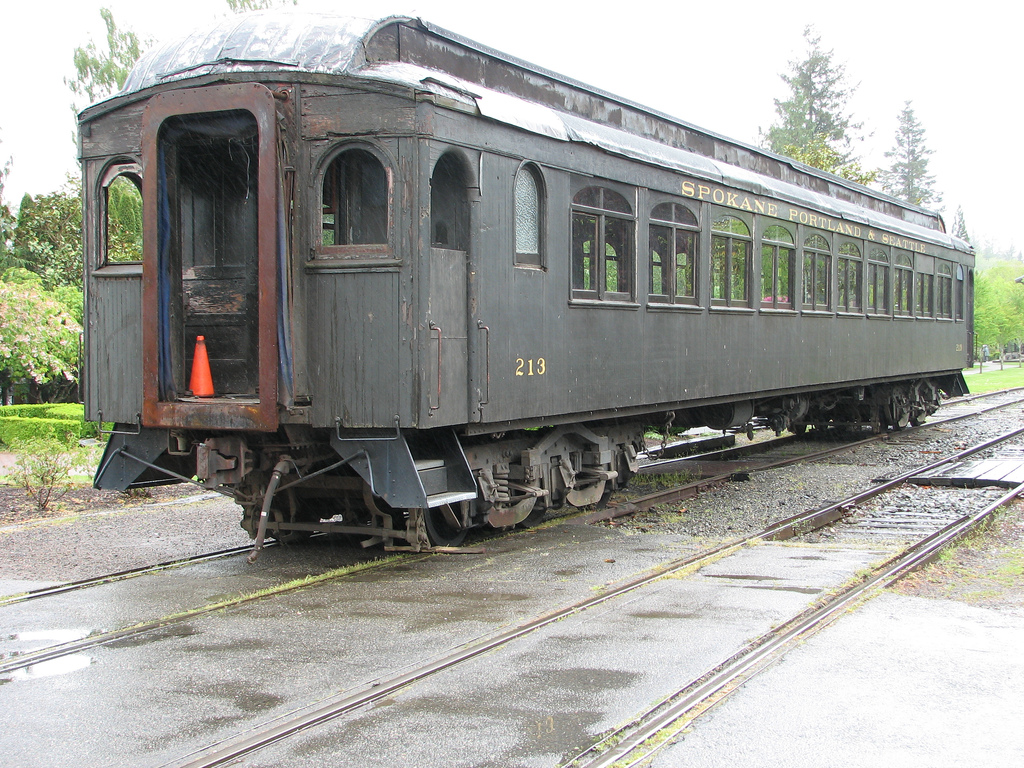
Wagon passager du SP&S, dans un musée ferroviaire en 2006.

La construction de l'Oregon Trunk vers Bend, Oregon commença en 1909. Cette ligne faisait partie de l'"Inside Gateway" qui reliait les États de Washington et de Californie. Le GN et le NP qui contrôlaient le SP&S, espéraient un jour utiliser cette ligne pour concurrencer le Southern Pacific Railroad qui monopolisait le trafic nord-sud. En 1910, le SP&S racheta l'Oregon Electric Railway.
Le Great Northern Railway, le Northern Pacific Railway et le Chicago, Burlington and Quincy Railroad, jadis contrôlés par James J. Hill au début du XXe siècle, reçurent l'autorisation de fusionner après 70 ans d'attente. Cette fusion géante donna naissance le 1er mars 1970 au Burlington Northern Railroad (BN).. Le SP&S ne fut intégré au BN que le 1er novembre 1979.
Le Burlington Northern continua l'exploitation du SP&S jusqu'en 1987, puis annonça son intention de stopper le trafic entre Snake River Junction (près de Ice Harbor Dam) et Cheney. Par contre le segment entre Portland, Oregon et Pasco (Washington) est toujours utilisé de nos jours par les lourds convois du BNSF, en raison des faibles rampes et des larges courbes traversant le massif montagneux de la Chaîne des Cascades (Cascade Range en américain).
En 1991, le Washington State Parks fit l'acquisition des 209 km de voies reliant Ice Harbor Dam à Cheney sur les rives de la rivière Snake. La ligne fut transformée en piste cyclable sous le nom de Columbia Plateau Trail State Park.
Le BN finit par fusionner avec l'Atchison, Topeka and Santa Fe Railway (ATSF) en 1995 pour donner le Burlington Northern and Santa Fe Railway (BNSF).